# 剣を持ってポーズをとるウィレム・ファン・ヘイトゥイセン
『剣を持ってポーズをとるウィレム・ファン・ヘイトハイセン』（けんをもってポーズをとるウィレム・ファン・ヘイトハイセン、独: Willem van Heythuysen、英: Willem van Heythuysen Posing with a Sword）は、17世紀オランダ黄金時代のハールレムの巨匠フランス・ハルスが1625-1630年に制作したキャンバス上の油彩画である。ハールレムの布商人ウィレム・ファン・ヘイトハイセンをレイピア (細身で先端の鋭く尖った刺突用の片手剣) を持った演劇的ポーズで表している。作品は、1969年にリヒテンシュタイン侯爵のコレクションからミュンヘンにあるアルテ・ピナコテークに購入された。

## 作品
絵画は、剣に寄りかかり、垂れ布のある古典主義的建築の前に立っている誇らしげな男性を表している。 遠景には、カップルのいる庭園が見え、前景には何本かのバラがある。バラは地上の生活の「儚さ」を連想させる。作品は、アドリアーン・ロースイェスの1789年のハルスへの賛辞の中で最初に記録され、ヘリット・ウィレム・ファン・オーステン・デ・ブリュインのコレクションにあると言及されている。ずっと後になって、エルンスト・ウィルヘルム・モースは、自身の『Iconographia Batavia』に本作を含み、ホフステーデ・デ・フロートもまた、以下のように作品について記述した。
ウィレム・ファン・ヘイトハイセン。B. 123、 M. 44。全身像、等身大。彼は、左足を前に出し、右足を後ろに引いている。身体は、4分の3左を向いている。頭部は、ほとんど鑑賞者の方を向いている。左手は、脇腹に押し当てられている。 右手は、先端が地面に着いている剣の柄を握っている。彼は口髭と先の尖った顎髭を生やしている。幅の広い縁のある帽子を被り、レースで縁取りされた襞襟のような白いカラーと、広いレースの縁取りのある、ダーク・ブルーの非常に贅沢な衣装を身に着けている。 彼の背後には、ライラック・ブラウンの垂れ布が素晴らしい建築物の上に掛かっている。左には、フランス式庭園の眺望がある。床には、何本かのバラがある。1635年ごろの制作。

## 遺産

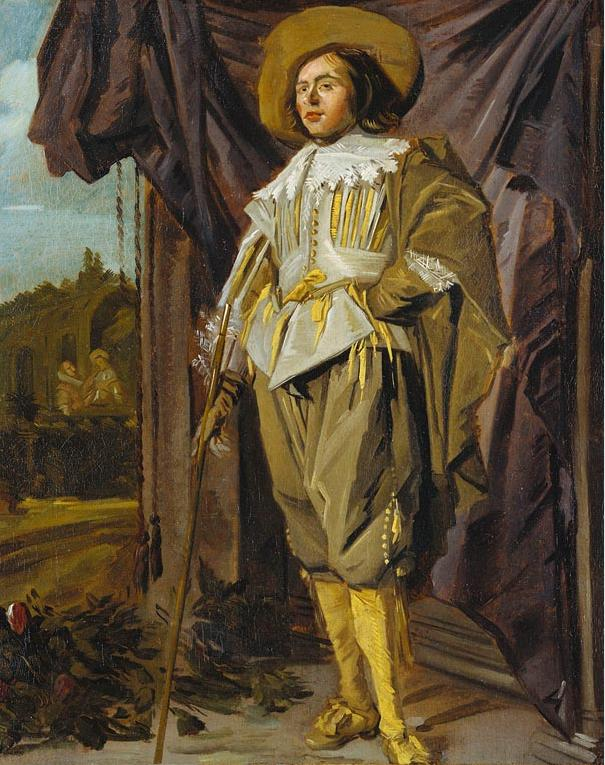
ユディト・レイステル『立ち姿の騎士』 (ロイヤル・コレクション、ロンドン)

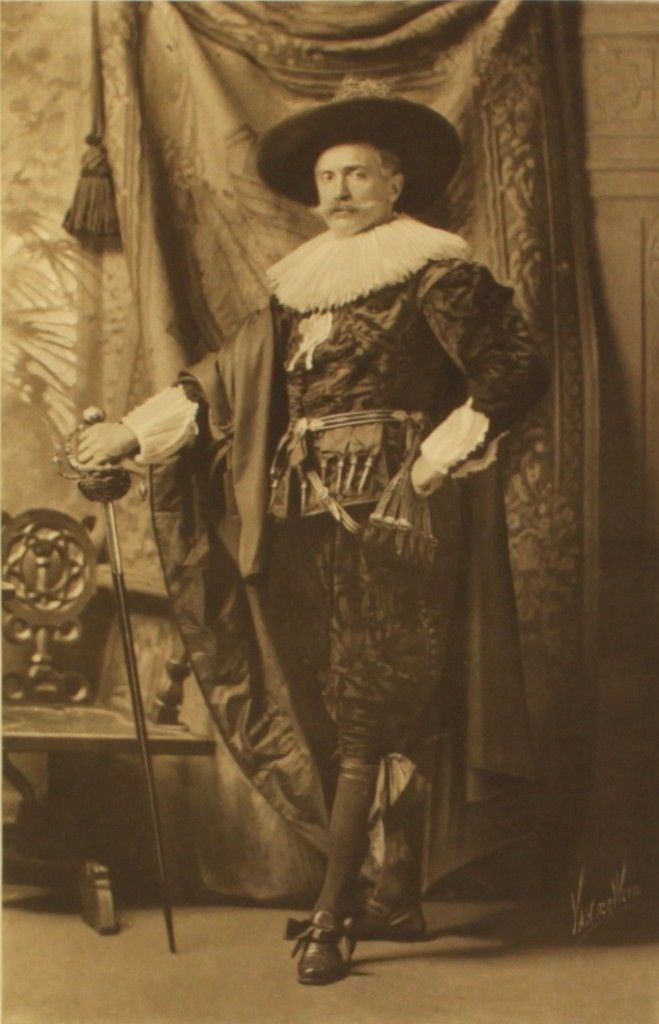
エドガー・ヴィンセント、第一代ダベルノン子爵。1897年の仮装舞踏会のためにフランス・ハルスの絵画『剣を持ってポーズをとるウィレム・ファン・ヘイトハイセン』のような恰好をしている。ジェームズ・ラファイエット の写真。

本作は、ロースイェスの詩だけでなく、多くの人物に啓示を与えた。同時代のオランダの女性画家ユディト・レイステルは、レイピアを杖に変更した複製画を制作した。 何人かの人物が衣装を着て、このポーズをとってきた。最近では、キハインドル・ワイリーが同じポーズの若い黒人男性の絵画を制作した。
1989年の国際的フランス・ハルス展のカタログで、シーモア・スライヴは、本作は以前、誤って1635年の作とされたが、実際には10年早く制作されたのだと主張した。美術史家のクラウス・グリムは、本作の垂れ布がハルスの『アレッタ・ハネマンスの肖像』の虹色のドレスに類似しているとの認識をし、これら2作についての論述で、両作が同じ年に制作されたとした。 ヘイトハイセンは布商人であったので、これらの作品に登場する垂れ布とドレスは彼の工房の産物である。本作は、彼の富の源、そして独身者としての彼自身のロマンチックな姿を表している。彼が左の方を向いているので、本作が対を成す結婚肖像画の1点ではないことがわかる。というのは、対を成す結婚肖像画で、ハルスは常時、左を向いた女性を右側に配置したからである。ヘイトハイセンは生涯、結婚せず、独身のまま亡くなった。